# Édouard Debétaz
Édouard Debétaz (Mathod, 13 september 1917 - Lausanne, 24 maart 1999) was een Zwitsers notaris en politicus voor de Vrijzinnig-Democratische Partij (FDP/PRD) uit het kanton Vaud.

## Biografie
Édouard Debétaz studeerde rechten aan de Universiteit van Lausanne. Van 1942 tot 1962 was hij nadien actief als notaris in Yverdon-les-Bains. Hij stopte met zijn activiteiten als notaris toen hij in 1962 lid werd van de Staatsraad van Vaud.
Debétaz werd lid van de gemeenteraad (wetgevende macht) van Yvonand in 1954. Reeds in datzelfde jaar werd hij burgemeester (syndic) van deze gemeente, wat hij bleef tot 1957. Van 1962 tot 1981 was hij lid van de Staatsraad van Vaud, de kantonnale regering, waar hij bevoegd was voor Landbouw, Industrie en Handel.
In 1956 werd hij tevens lid van de Nationale Raad. Na de federale parlementsverkiezingen van 1975 maakte hij de overstap naar de Kantonsraad, waar hij zetelde van 1 december 1975 tot 29 november 1987, en waarvan hij tussen 28 november 1983 en 26 november 1984 voorzitter was.
Van 1980 tot 1988 was hij daarenboven lid van de Parlementaire Vergadering van de Raad van Europa, waarvan hij vicevoorzitter was van 1984 tot 1985.